# Rotaria tardigrada
Rotaria tardigrada är en hjuldjursart som först beskrevs av Ehrenberg 1830.  Rotaria tardigrada ingår i släktet Rotaria och familjen Philodinidae. Inga underarter finns listade i Catalogue of Life.